# Коныр (Ескельдинский район)
Коныр (каз. Қоңыр) — село в Ескельдинском районе Жетысуской области Казахстана. Административный центр Конырского сельского округа. Код КАТО — 196449100.

## Население
В 1999 году население села составляло 1538 человек (794 мужчины и 744 женщины). По данным переписи 2009 года, в селе проживало 1216 человек (657 мужчин и 559 женщин).